# Our Finest Flowers
 (janvier 2020).
Si vous disposez d'ouvrages ou d'articles de référence ou si vous connaissez des sites web de qualité traitant du thème abordé ici, merci de compléter l'article en donnant les références utiles à sa vérifiabilité et en les liant à la section « Notes et références ».
Albums de The Residents
Freak Show
(1990) Gingerbread Man
(1994)
Our Finest Flowers est le titre d'un album des Residents, sorti en 1992. À l'origine (si l'on en croit les notes de pochettes), The Residents pensaient sortir une simple compilation de leurs « plus grands succès » pour leur vingtième anniversaire ; mais tandis qu'ils discutaient de la liste des titres à inclure, l'un d'eux vomit sur le papier, et, après avoir nettoyé le document, constata que l'encre partiellement effacée avait changé le sens des mots ; l'idée est donc venue au groupe de réenregistrer leurs chansons en mélangeant des éléments provenant de plusieurs chansons à la fois, créant ainsi des sortes de « monstres de Frankenstein » musicaux.
- (Cette anecdote, comme la plupart concernant les Residents, est peut-être totalement inventée)

## Titres
1. Gone Again
2. The Sour Song
3. Six Amber Things
4. Mr. Lonely
5. Perfect Goat
6. Blue Tongues
7. Jungle Bunny
8. I'm Dreaming of a White Sailor
9. Or Maybe a Marine
10. Kick a Picnic
11. Dead Wood
12. Baby Sister
13. Forty-Four No More
14. He Also Serves
15. Ship of Fools
16. Be Kind to U-WEB Footed Friends